# Кладовище Іст-Фінчлі
Кладовище Іст-Фінчлі — кладовище та крематорій на Іст-Енд-роуд, Іст-Фінчлі. Незважаючи на те, що він знаходиться в лондонському районі Барнет, він належить і управляється мерією Вестмінстера.

## Історія та характеристика
Похоронна рада Сент-Мерілебон придбала 47 акрів (0,19 км2) ферми Ньюмаркет у 1854 р.; і кладовище, тоді відоме як кладовище Сент-Мерілебон, було закладено архітекторами Barnett & Birch після перемоги в конкурсі.
Основні особливості — два дерева ліванського кедра, посаджені на газоні перед будинком. Крематорій відкрито в 1937 році.
У зв’язку з реорганізацією місцевого самоврядування цвинтар перейшов у управління столичного округу Сент-Мерілебон – з 1900 р.; і стало відповідальністю міста Вестмінстер у 1965 році, коли кладовище стало відомим під його нинішньою назвою. Кладовище містить близько 22 000 поховань і залишається відкритим для поховань.
Кладовище стало предметом суперечок на початку дев’яностих, коли тодішній лідер Вестмінстерської міської ради та один із радників захотіли продати кладовище (щоб уникнути значного ремонту). Кладовище також включало значну кількість землі, яка використовувалася в той час для розмноження рослин для використання в садівництві по всьому місту Вестмінстер; воно також забезпечило житло для сторожа цвинтаря. Після численних суперечок на засіданнях Ради та всупереч порадам зацікавлених керівників кладовище було продано, а потім угода стала частиною скандалу щодо Вестмінстерських кладовищ. Рада була змушена викупити кладовище після того, як переїзд було визнано незаконним, але не змогла викупити крематорій.

## Визначні поховання
- Мелані Епплбі — Мел у поп-дуеті Мел і Кім
- Джордж Бархем – засновник компанії Express County Milk
- Генрі Уолтер Бейтс – натураліст і дослідник, який дав першу наукову розповідь про мімікрію у тварин
- Джеремі Бідл — телеведучий (кремований тут, [4] похований на Хайгейтському кладовищі )
- Сер Генрі Бішоп – професор музики в Оксфорді та оперний композитор
- Кіт Блейклок — поліцейський, убитий під час заворушень у Тоттенхемі
- Елджернон Бортвік, 1-й барон Гленеск – меморіальна каплиця та мавзолей [5]
- Сер Джеймс Бойтон, британський агент з нерухомості та консервативний політик.
- Сер Остін Чемберлен — міністр закордонних справ, лауреат Нобелівської премії миру, син Джозефа Чемберлена і брат Невіла Чемберлена [5]
- Гаррі Чемпіон – співак мюзик-холу
- Роберт Донат – Актор (кремований). [5]
- Метью Гарбер – актор (кремований).
- Сер Едмунд Госсе – англійський поет, письменник і критик.
- Вільям Гоуленд – інженер і археолог, який багато років жив в Японії
- Томас Скарратт Холл – засновник шахти Маунт Морган, Квінсленд, Австралія
- Манья Харарі – перекладач російської літератури та співзасновник Harvill Press .

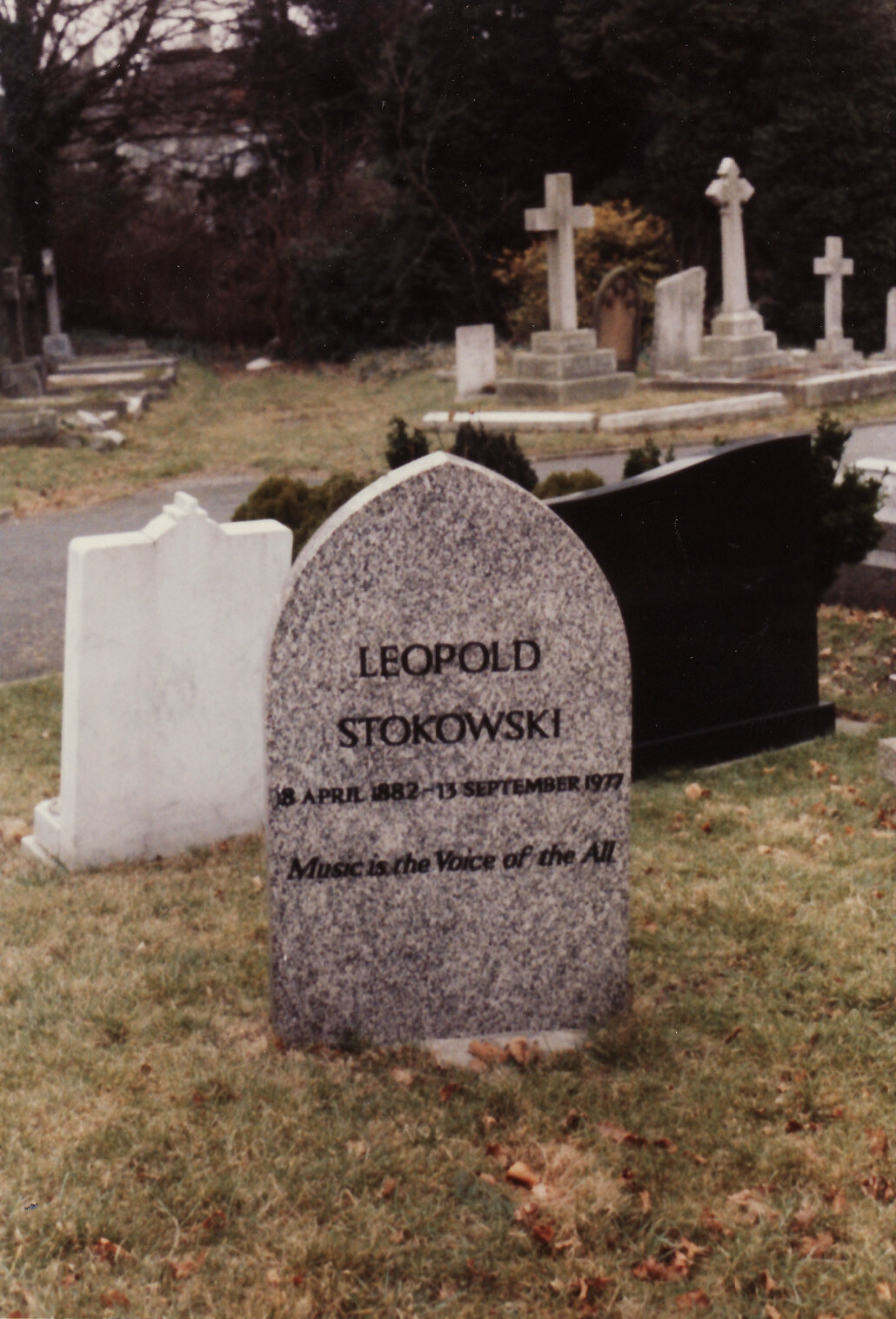
Могила Леопольда Стоковського на кладовищі Іст-Фінчлі

- Альфред Хармсворт, 1-й віконт Норткліфф – засновник Daily Mail
- Сесіл Гармсворт, 1-й барон Гармсворт — британський бізнесмен і ліберальний політик
- Сер Лестер Гармсворт – видавець газети з меморіалом Едвіна Лутіенса [5]
- Гарольд Гаррісон — гравець збірної Англії з регбі, загинув, служивши полковником у Другій світовій війні. [6]
- Сер Джордж Хейтер – головний звичайний художник королеви Вікторії [5]
- Макс Геррманн-Нейссе – німецький поет і прозаїк у вигнанні
- Квінтін Гогг (купець) — англійський торговець і філантроп, якого пам’ятають передусім як благодійника Королівської політехнічної установи на Ріджент-стріт у Лондоні, нині Вестмінстерський університет (раніше кремований).
- Фанні Х'юстон - британська філантропиня, політична активістка та суфражистка .
- Томас Генрі Хакслі – вчений [5]
- Тото Купман – модель і шпигун італійського Опору [7]
- Хамфрі Літтелтон — англійський джазовий музикант і телеведучий (кремований)
- Джиммі Нерво – артист і учасник оригінальної Crazy Gang
- Сер Джеймс Педжет – англійський хірург і патолог, на честь якого названа хвороба Педжета
- Сідні Педжет – ілюстратор оповідань Артура Конан Дойля про Шерлока Холмса
- Венді Річард – актриса, раніше кремована в крематорії Голдерс-Грін [8]
- В. Хіт Робінсон – художник і карикатурист [5]
- Гейнор Роулендс – актриса і співачка
- Сер Томас Сміт, 1-й баронет Стратфорд-Плейс — видатний британський хірург, надзвичайний хірург королеви Вікторії та почесний сержант-хірург Едуарда VII
- Генрі Чарльз Стівенс – чорнильний магнат, філантроп і місцевий депутат
- Томас Стівенс – велосипедист, перший, хто об'їхав земну кулю на велосипеді [5]
- Марі Стадхолм – актриса і співачка
- Леопольд Стоковський – диригент [5]
- Вільям Бернхард Тегетмайер – англійський натураліст, бджоляр і друг Чарльза Дарвіна
- Little Tich – співак і танцюрист Music Hall.
- Матильда Верн – англійська піаністка та викладач (HM the Queen Mother)
- Джордж Волтерс — сержант 49-го піхоти, який отримав Хрест Вікторії в битві при Інкерманні в 1854 році [5]
- Кеннет Вільямс – актор і комік (кремований). [9]
- Альберт Йорк, 6-й граф Хардвік — британський дипломат і консервативний політик.
- Чарльз Йорк, 5-й граф Хардвік — Шампань Чарлі — британський аристократ і консервативний політик

## Військові могили
На кладовищі є 75 військових поховань часів Першої світової війни, більшість із яких розташовані на ділянці військових могил у північно-західному куті цвинтаря, яка була відведена для військових поховань у 1916 році, і 79 поховань часів Другої світової війни (включаючи двох невпізнаних британських солдатів), окрім десяти «невійськових могил», які підтримує Комісія з військових могил Співдружності . На меморіалі Screen Wall, позаду Хреста жертви, записані імена 20 жертв Другої світової війни, які були кремовані в крематорії Сент-Мерілебон. Існують також спеціальні меморіали восьми військовослужбовцям Першої світової війни, могили яких неможливо позначити надгробками. 

## Галерея

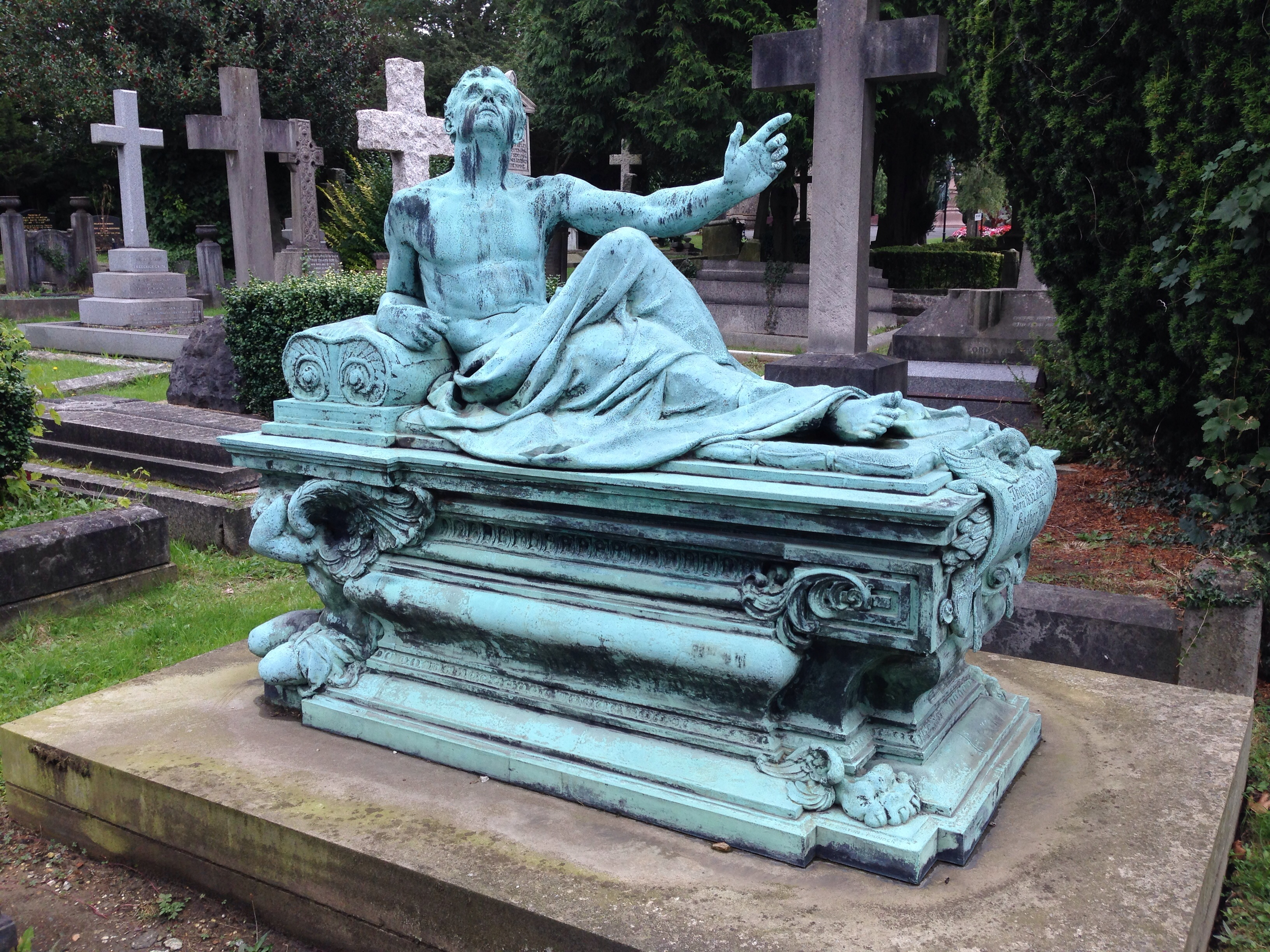
Пам'ятник серу Томасу та Естер Тейт
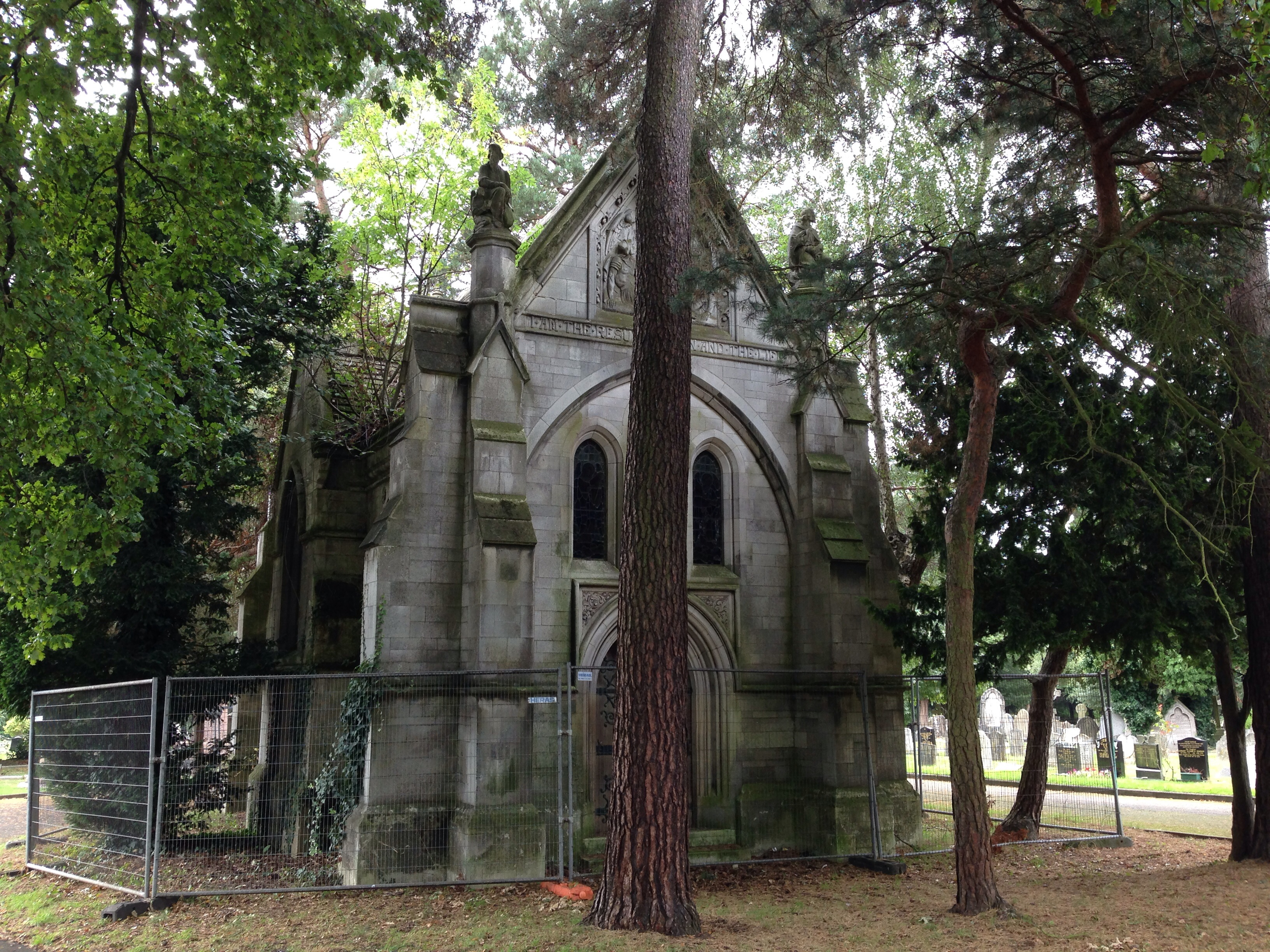
Гленський мавзолей
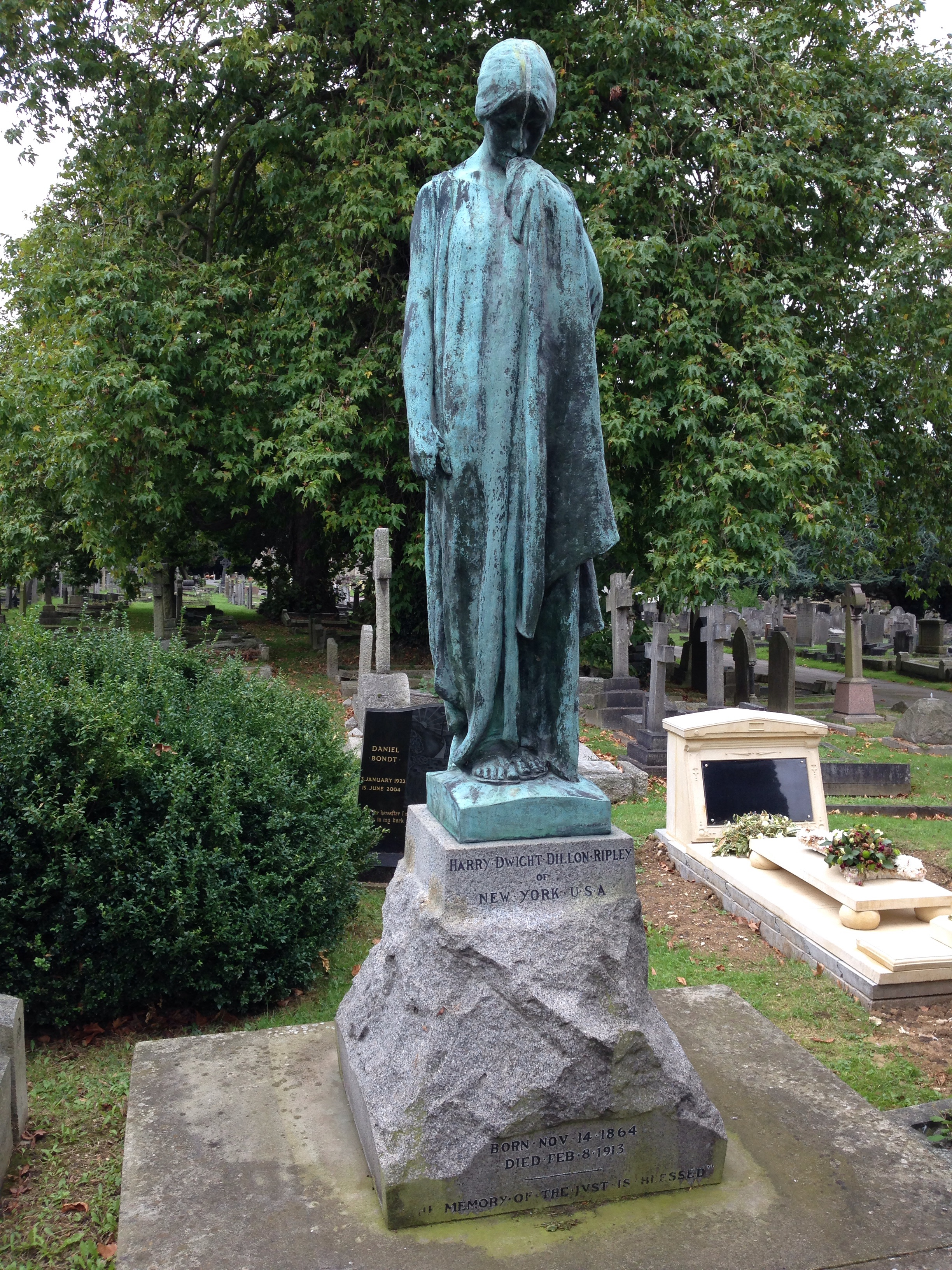
Пам'ятник Гаррі Ріплі